# 軍疑問死真相糾明委員会
軍疑問死真相糾明委員会（ぐんぎもんししんそうきゅうめいいいんかい）は、大韓民国の「軍疑問死真相糾明等に関する特別法」（以下、特別法と呼ぶ）に基づき、韓国軍で発生した死亡事故のうち、疑問が提起された事件に対する真相を明らかにして、その関係者の被害と名誉を回復し、軍に対する国民の信頼回復と人権増進に寄与するために、大統領直属に設置された委員会。過去に大統領直属の疑問死真相糾明委員会が民主化運動と関連して、公権力により直接・間接的に死亡したと疑いうる事由がある死の真実を糾明する目的で設置されたものとは違い、当委員会は軍疑問死に対する真実を糾明することが目的なので、お互いその目的が異なる。2009年12月31日をもって活動は終了している。

## 設立過程
遺族と人権団体等による軍疑問死真相糾明活動の展開と、国家人権委員会などの国家機関や社会団体への陳情、軍疑問死真相糾明と国家責任促求記者会見及び署名運動展開を通じて、国家人権委員会が「軍疑問死真相糾明等に関する特別法」制定の勧告が始まりで、国会で特別法が制定され、2006年大統領直属の疑問死真相糾明委員会が設立された。

## 調査対象
疑問死真相糾明委員会は軍人、警備教導隊員、戦闘警察、義務消防隊員として服務中、死亡した人の死亡原因が明確でないと疑いうる事由がある事故または事件のうち、1993年2月25日からこの法の施行日前日までの期間発生したものと、その前に発生した事故または事件で、委員会で真相糾明が必要と決定して調査対象に選定したものを調査する。但し独立委員会である“真実和解のための過去事整理委員会”が調査開始決定をした事件は除く。

## 業務
特別法第4条及び特別法施行令第2条で、以下の業務を遂行するよう定められている。
1. 軍疑問死と関連する陳情の受付
2. 軍疑問死調査対象の選定
3. 軍疑問死に対する真相調査
4. 軍疑問死に対する告発・捜査依頼
5. 関係者の被害救助及び名誉回復等の要請
6. 軍疑問死と関連する民願の案内及び相談
7. 軍疑問死の真相を明らかにしたり、証拠または資料を提出した者に対する報償または支援に関する事項
8. 軍疑問死に対する調査結果報告書の作成・公表に関する事項
9. 軍疑問死の真相糾明に関する事項

この際、特別な規定のない限り在籍委員の過半数で議決する。事件に対する調査は調査開始決定後1年以内に完了しなければならず、必要により6ヶ月に限り延長できる。

## 組織
委員会は長官級の委員長1人と次官級の常任委員1人を含めた7人の委員で構成される。委員の任期は3年である。

### 事務局
- 事務局長
  - 広報協力担当官（局長の補佐）
  - 行政課
  - 調査企画課
  - 調査1・2・3課

## 沿革
- 2005年7月29日 - 特別法制定
- 2006年1月1日 - 特別法施行
- 2006年2月22日 - 軍疑問死真相糾明委員会が設置
- 2007年1月2日 - 軍疑問死に対する陳情受付終了
- 2008年12月31日 - 活動期限を1年延長（2009年12月31日まで）
- 2009年12月31日 - 活動を終了

## 歴代委員長
- 初代 李海東（이해동）2006年1月1日 - 2008年12月30日
- 第2代：尹源重（윤원중）2009年1月20日 - 2009年12月31日

## 参考資料
- 「軍疑問死真相糾明等に関する特別法」（法律第15786号）